# 軍用列車

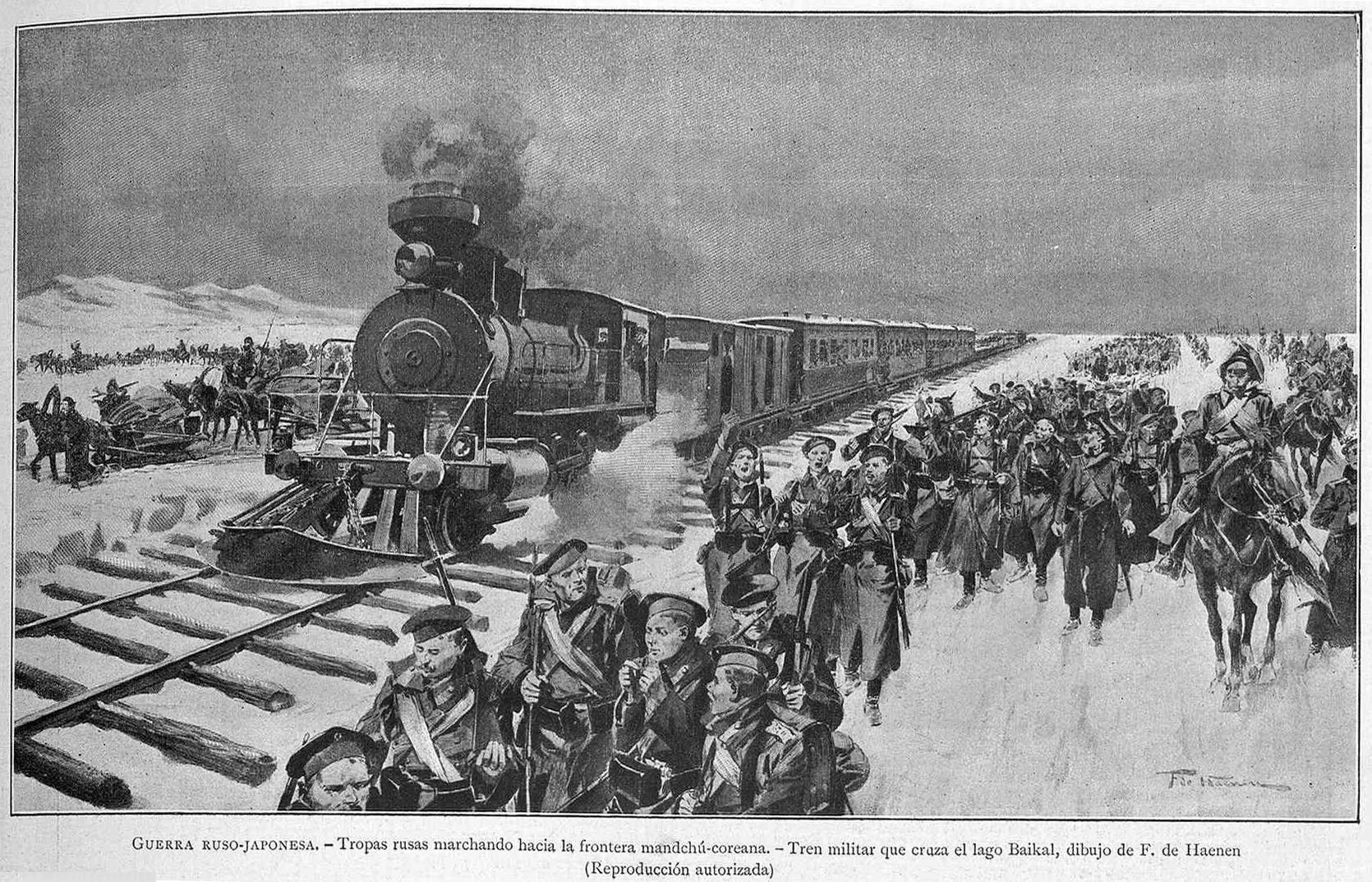
氷結したバイカル湖を横断する軍用列車と満韓国境を目指すロシア兵（日露戦争）

軍用列車（ぐんようれっしゃ）とは、軍隊が鉄道を使い前線への兵士、兵器、物資の輸送などのため運行する列車のことである。
鉄道は軌道上を走行する交通機関であり、トラックなど他の兵站輸送手段と異なり、空襲等から逃れることが難しいため、軍用列車では対空砲などの自衛のための火器を搭載することがある。なお、鉄道及び沿線の防衛に特化したものを装甲列車という。また、軍用列車のために敷設された鉄道を軍用鉄道（軍用線）と呼ぶことがある。現在でも、廃線跡として残るところもある。
軍用列車は占領地などで専用に敷設された鉄道路線を用いるものと、既存の鉄道インフラを転用するものとがある。

## 歴史
1802年にリチャード・トレビシックが蒸気機関車を発明して以来、各国の軍部は軍事用に鉄道を利用する研究を続けたが、19世紀中頃になるまでそれが実用化することはなかった。これは輸送機器があったとしてもインフラとしての鉄道網が整備されておらず、ロケット号などの初期型蒸気機関車の牽引能力は二軸車数両であり、せいぜい小部隊しか輸送不可能という問題があったためである。ようやく技術改良で能力が向上し、軍が満足出来るほどの輸送力が満たせるようになったのは鉄道の誕生から約半世紀後のことだった。
最初に軍事に鉄道を利用したのはプロイセン王国、後のドイツ帝国で1846年のこととされる。続いて欧州ではクリミア戦争、アメリカでは南北戦争で広く鉄道が利用され、南北戦争では最初の列車砲である13インチ列車臼砲が登場している。
明治時代の日本でも鉄道の軍事利用は最初から視野に入れており、敵の艦砲射撃を避けるため、東海道本線は海岸沿いを避けて内陸の御殿場回りで線路を敷設したり、「敵の攻撃に対して脆弱である」との理由で電化にも反対したが、輸送効率の問題で昭和時代に路線は熱海経由の海岸沿いとなり、電化もなされている。また日露戦争に備えて、やはり内陸沿いに路線が移された小倉裏線のような専用の軍用路線や、軍用駅として足立軍用停車場を建設している。だが、平時では全く利用価値がないこれらの施設は、共に1916年に廃止されている。

## 運行
軍用列車の運行情報は機密扱いになることがある。盧溝橋事件の後、日本国鉄は兵員などの輸送を優先的に行った。戦力の移動は軍事機密に関わるため当時一般には詳しく知らされていなかったが、1936年から1942年で軍用品の輸送実績が25倍に増えたのに対し、生産用物資と生活必需品以外の一般物資の輸送は減少した。また、この頃に時刻表が陸軍式の24時間表記に改められた。

## 主な輸送物資
輸送される物資はあくまでも梱包された貨物であり、兵器類が搭載されていたとしても自衛用に設置されている物を除き、即座に使用可能な状態ではなく、これが装甲列車との相違点である。
物資の輸送形態がコンテナ化されていない場合、積み卸しに関しても手間がかかり、第二次世界大戦中のVI号戦車などは、車両限界をクリアするため、無限軌道をわざわざタイトな鉄道輸送用に交換する必要まであった。
- 将兵 - 戦闘部隊や、補充兵と言った五体満足な者の他に、休暇で後送される将兵や、負傷した傷病兵。戦死者の遺体、遺骨も含まれる。
- 弾薬 - 砲弾、銃弾、グレネードなど。
- 糧秣 - 麦、米、肉、野菜などの食料品。酒などの飲料。缶詰やレーションと言った加工食品も含む。
- 燃料 - ガソリン、軽油など。中には液体ロケット燃料のような特殊な物もある。かつては薪や石炭のような固形燃料もあった。
- 動物 - 軍馬、軍犬、軍鳩など。牛や豚などの家畜類も輸送されることもある。
- 建設資材 - 鉄鋼、材木、セメントなどの建築材料。
- 医薬品 - 薬品や医療機器など。軍医の務める病客車を連ねた、移動病院的な医療専門の専用列車は病院列車となる。
- 火器 - 大砲やミサイルなどの重火器。機関銃以下の小火器。
- 軍用車両 - 戦車や装甲車と言った装甲戦闘車両。トラック、ジープのようなソフトスキン。
- 郵便物 - 軍用郵便。検閲は積み込まれる前に既に済んでいる。

特殊な物資としては、前線に娯楽を届ける慰問団として民間人や軍属を運んだり、捕縛した捕虜を後送する捕虜護送列車などもある。

## 見送りと群衆事故
出征する兵士を乗せた軍用列車の見送りは、親族や地域住民にとって大きなセレモニーとなった。
日本では戦時色が強くなるにつれて規模が拡大。しばしば群衆事故を招くこともあった。
- 1934年（昭和9年）1月8日 - 京都駅構内で海軍に入隊する新兵を見送るために集まった人垣で将棋倒しが発生。死者77名、重軽傷者74名（京都駅跨線橋転倒事故を参照）。
- 1937年（昭和12年）10月27日 - 横浜駅を出発する軍用列車を見送る人々が並走する京浜線内に侵入。京浜線の急行電車に100余人がはね飛ばされ、死者26人[4]。
- 1939年（昭和14年）7月27日 - 戸塚駅近くの日本光学工場裏手の駅構内線路内で、同社社員約500人が同僚の見送りを行っていたところに準急列車が進入。15人が死傷[5]。